# مارک لارنسون
مارک لارنسون (انگلیسی: Mark Lawrenson؛ زادهٔ ۲ ژوئن ۱۹۵۷) بازیکن فوتبال اهل ایرلند است.
از باشگاه‌هایی که در آن بازی کرده‌است می‌توان به باشگاه فوتبال لیورپول، باشگاه فوتبال پرستون نورث اند، باشگاه فوتبال بارنت، باشگاه فوتبال چشام یونایتد، باشگاه فوتبال برایتون اند هوو آلبیون و باشگاه فوتبال کوربی تاون اشاره کرد.
وی همچنین در تیم ملی فوتبال جمهوری ایرلند بازی کرده‌است.